# Station Zwierzyniec Towarowy
Station Zwierzyniec Towarowy is een spoorwegstation in de Poolse plaats Zwierzyniec.